# Gloria Roely Reyes Gómez
Gloria Roely Reyes Gómez (Santo Domingo, 19 de octubre de 1986) es una política dominicana, directora general del programa Progresando con Solidaridad. Fue diputada del Congreso Nacional de la República Dominicana, electa en las elecciones congresuales del 2016 para un período de 4 años. El 16 de agosto de 2020, se juramentó como la directora de Progresando con Solidaridad, una dirección del Gabinete Social del gobierno del presidente Luis Abinader, electo el 5 de julio de 2020.

## Trayectoria
Reyes Gómez nació en Santo Domingo, República Dominicana. Es egresada de la Pontificia Universidad Católica Madre y Maestra como licenciada en Derecho. Tiene maestrías en Derecho Internacional, por la Universidad Complutense de Madrid, así como en Microfinanzas y Desarrollo Social, por la Universidad de Alcalá y la Fundación CIFF. También realizó un postgrado en Ciencias Políticas en la Universidad Católica de Santo Domingo.
Se inició en la política motivada por su padre, quien aspiró en dos ocasiones y no logró el escaño. Pertenece al Partido Revolucionario Moderno (PRM). 
Es egresada del Programa de Liderazgo y Gerencia Política de la USAID/INTEC, y ha fungido como presidenta de la Fundación Marca la Diferencia, organización sin fines de lucro donde se trabaja en áreas como la formación política, técnica, de investigación, tecnologías, entre otras.
Fue elegida diputada en representación de la Circunscripción N.º 5 de la provincia de Santo Domingo, por el Partido Revolucionario Moderno (PRM), en las elecciones de 2016, siendo la legisladora más joven del Congreso Nacional. También ha sido reconocida por los premios Esquina Joven del periódico Hoy en el renglón de Liderazgo Político.
Entre 2009 y 2013 fue Vicepresidenta Nacional de la Juventud Revolucionaria Dominicana y Directora de Campaña para la Juventud en el Sector Externo del Partido Revolucionario Dominicano en las elecciones presidenciales del 2012. 
Fue la coconductora del programa Voces de Cambio, por Cinevisión Canal 19,  en 2012.
En 2012 y 2013 participó en el Programa Radial Los Abogados, en la 91.7 FM. 
A los 29 años ingresó en el Congreso Nacional como la diputada más joven.
El 16 de agosto de 2020 el presidente de la República Dominicana Luis Abinader la designó como directora de Progresando con Solidaridad.
Reyes ha tratado de priorizar la asistencia social a segmentos como las mujeres con pequeñas empresas y los proyectos de sostenibilidad. En 2020, entregó el Premio Manos del Campo para incentivar a los productores agropecuarios.

## Premios y reconocimientos
En 2016 recibió el Premio Esquina Joven del periódico Hoy, en el renglón de Liderazgo Político.
En 2018 recibió el Premio Nacional de la Juventud  en el renglón Liderazgo Político en el año 2018.